# Henri Hanlet
Henri Hanlet (Liegi, 11 settembre 1888 – Bruxelles, 2 settembre 1964) è stato un ciclista su strada belga, professionista dal 1910 al 1927.

## Carriera
Professionista dal 1910 al 1925, si distinse vincendo il campionato belga nel suo anno d'esordio. Ha anche ottenuto due vittorie di tappa al Giro del Belgio nello stesso anno e diversi posti d'onore alla Liegi-Bastogne-Liegi durante la sua carriera. 

## Palmarès

### Strada
- 1910

Reims-Charleroi
Campionati belgi di ciclismo su strada

## Piazzamenti

### Classiche monumento
- Giro delle Fiandre

1921: 19º
- Parigi-Roubaix

1919: 22º
- Liegi-Bastogne-Liegi

1919: 2º
1922: 6º
1923: 17º